# Kleisophos
Kleisophos (altgriechisch Κλεισόφος) war ein attisch-schwarzfiguriger Vasenmaler, der im dritten Viertel des 6. Jahrhunderts v. Chr. in Athen tätig war.
Kleisophos ist nur durch seine Signatur auf einer Oinochoe bekannt, die im Dionysostheater von Athen gefunden wurde. Die mit einer Komosszene verzierte Kanne ist von Kleisophos als Maler und Xenokles als Töpfer signiert. John D. Beazley schrieb die Vase dennoch stilistisch seinem Xenokles-Maler zu.